# Ново краљевство
Ново краљевство или Египатско царство је период египатске историје између 16. века п. н. е. и 11. века п. н. е., који обухвата осамнаесту династију, деветнаесту династију и двадесету династију. Помоћу методе радиокарбонског датирања утврђено је да је тачан тренутак настанка Новог краљевства између 1570. п. н. е. и 1544. п. н. е. Њему претходи Средње краљевство, а после њега следи Трећи прелазни период. За време Новог краљевства Египат је извршио своје највеће територијално проширење. Он се проширио на југ до Нубије, а задржао територије на Блиском истоку. Египатска војска се борила са Хетитима за територију данашње Сирије.
Један од најпознатијих фараона Новог краљевства је био Аменхотеп , који је променио своје име у Акхенатон, у част бога Атона. Његов атонизам неки сматрају првом монотеистичком религијом. Акхенатонова религијска револуција се често наводи као разлог због ког је он избрисан из египатске историје. За време његове владавине, у египатској уметности се појавио нови стил. Још један познати фараон је Рамзес  („велики“), који је повратио територије данашњег Израела, Либана и Сирије, које је Египат контролисао за време осамнаесте династије. Рамзес II је био познат по великом броју деце. Гроб који је изградио за своје синове, у Долини краљева, је највећа је гробница у Египту. Још два значајна фараона су били краљица Хатшепсут и Тутмос . Краљица Хатшепсута се бавила развојем спољне трговине. Тутмос III („египатски Наполеон“) увећао је египатску војску, и управљао њом веома успешно.
Каснији део овог периода, под 19. и 20. династијом (1292–1069. п. н. е.), исто тако је познат као Рамесидни период. Назив потиче од имена 11 фараона који су имали име Рамзес, по Рамзесу I, оснивачу 19. династије.
Вероватно као резултат стране владавине Хикса током Другог средњег периода, Ново Краљевство је осведочило Египатски покушај да створи тампон између Леванта и Египта, и за то време Египат је достигао свој највећи територијални обим. Слично томе, у респонсу на веома успешне нападе из 17. века током Другог средњег периода моћног краљевства Куш, владари Новог краљевства осећали су се примораним да се прошире на далеки југ у Нубију и да држе широке територије на Блиском истоку. На северу, египатске армије су се бориле против хетитских армија за контролу на данашњом Сиријом.

## Осамнаеста династија
Оснивачем 18. династије, која је означила почетак Новог краљевства, сматра се фараон Ахмосе I Он протерује Хиксе из Египта, успоставља добро организовану државу, те ратује у Нубији. Наслеђује га син Аменхотеп , који је завршио освајање Нубије, те модернизовао и реформисао војску. Он и његова мајка су поштовани након смрти. Тутмос , његов војсковођа и наследник провео је већину своје каријере ратујући и освајајући, а многи сматрају да је управо он први фараон који је сахрањен у Долини краљева код Тебе, у гробници уклесаној у стену.
Смрћу његовог наследника Тутмоса , који је кратко владао, његова кћи Хатшепсут приграбила је власт. Будући да је легитимни наследник, Тутмос , био врло млад, она је владала уместо њега. Показивала се одевена као мушкарац, а њена владавина је обележена мирољубивом спољном политиком те изузетним грађевинским потхватима. Водила је и поморску експедицију у Пунт, с које је довела егзотичне животиње и биљке, нпр. мајмуне и тамјан. Њена смрт довела је на престо њеног посинка Тутмоса , који је био највећи ратник у египатској историји, генерал који никада није изгубио битку те велики освајач и организатор. За време његове је владавине египатско царство постало веће него икада пре али и касније, а распростирало се од данашње Либије до Сирије. Своје је битке овековечио у Свечаној дворани Амоновог храма у Карнаку.
Аменхотеп  познат је по својој изузетно занимљивој гробници у Долини краљева те успешним војним подухватима. Његов унук, Аменхотеп , син фараона Тутмоса  био је велики фараон градитељ за време чије владавине је Египат доживео највеће богатство, просперитет и раскош. То је било доба с ретким ратовима и подизањем великих кипова те храмова као што је Луксорски храм.
Његов наследник Аменхотеп IV, који касније мења име у Ехнатон, напушта дотадашњи главни град Тебу и гради нову престоницу коју је назвао Акхетатон, а данас је позната као Амарна. Напустио је традицију и верски систем који је поштовао много богова, и увео једног бога - сунце, Атона којег је славио заједно са својом породицом (прва појава монотеизма у историји). Земља је била у великој кризи, а бројни територијални губици раније освојених подручја, фараона чини се нису занимали. Његове реформе су укинуте убрзо након његове смрти (вероватно су га отровали египатски традиционалисти), а престоница је враћена назад у Тебу.
Екнатона највероватније наслеђује његова жена Нефертити, која је можда владала као слабо познати фараон Сменкхара, а након ње на престо долази деветогодишњи Тутанкамон. Због његовог изразитог младог доба у његовим су одлукама велику улогу имали његов везир Ај, те војсковођа Хоремхеб. Његова је владавина била краткотрајна, значајна по томе што је враћена стара религија, а држава се почела опорављати од епизоде Амарне. Умро је изненада, када му је било само 19 година, а неки сматрају да је убијен. Наследио га је његов дворјанин Ај, а њега заповедник војске Хоремхеб, који је укинуо амарнски монотеизам и Египту вратио стару славу и сјај.

## Деветнаеста династија
Оснивач нове 19. династије је Рамзес , којег је наследио много значајнији син Сети I, велики ратник и градитељ. Ниједан фараон пре или после није надмашио квалитет уметности која је остварена током Сетијеве владавине.
Рамзес , познат и као Рамзес Велики, Сетијев син и наследник, постао је највећи египатски фараон. Владао је египтом 67 година, саградио бројне гигантске споменике и храмове, водио успешне ратове са суседним народима те имао преко 100 деце и 200 жена.
Наследио га је његов 13. син Меренптах, који је био већ прилично стар кад је завладао, будући да је његов отац владао изузетно дуго. Меренптахова је смрт обележила раздобље борбе за власт.

## Двадесета династија
Измењују се фараони који кратко владају. Стање се донекле смирило када је на власт дошао Сетнат, оснивач 20. династије. Рамзес , његов син и наследник, успешно је ратовао против бројних народа који су покушали да освоје Египат. Убијен је у Харемској завери. Фараони који су га наследили углавном су неважни и њихова је владавина испуњена даљим слабљењем земље.
Последњи од тих фараона, Рамзес , био је задњи фараон раздобља Новог краљевства. Његовом је смрћу завршила најславнија и најпознатија ера египатске историје.